# Julius Richard Petri
Julius Richard Petri (Barmen, 31 de maio de 1853 — Zeitz, 20 de dezembro de 1921) foi um bacteriologista alemão, geralmente creditado como o inventor da placa de Petri, enquanto trabalhava como assistente de Robert Koch.

## Biografia
Nascido em Barmen que atualmente se encontra na atual cidade de Wuppertal, devido a junção da mesma na Renânia do Norte- Vestfália.
Petri estudou medicina na Kaiser-Wilhelm-Academia para Médicos Militares (1871 - 1875) e recebeu o diploma de medicina em 1876. Continuou os estudos no Hospital Charité em Berlim e serviu como médico militar até 1882, continuando como reservista posteriormente.
Entre 1877 e 1879, foi designado para o Kaiserliches Gesundheitsamt (Gabinete Imperial de Saúde) em Berlim, onde se tornou assistente de Robert Koch. Seguindo o conselho de Angelina Hesse, esposa de outro assistente, Walther Hesse, o laboratório de Koch iniciou trabalhos com cultura de bactérias em placa. Petri, em seguida, inventou o prato usado nestes experimentos, chamada placa de Petri, e desenvolveu a técnica de cultura em ágar para purificar ou clonar colônias de bactérias derivadas de uma única célula. Com este avanço,  foi possível identificar com rigor bactérias responsáveis por certas doenças.